# Episodi di Coupling (seconda stagione)
La seconda stagione della serie televisiva Coupling, composta da nove episodi, andò in onda nel Regno Unito tra il 3 settembre e il 29 ottobre 2001, mentre in Italia andò in onda nel 2003.
| n° | Titolo originale             | Titolo italiano                 | Prima TV UK       | Prima TV Italia |
| -- | ---------------------------- | ------------------------------- | ----------------- | --------------- |
| 1  | The Man With Two Legs        | L'uomo con due gambe            | 3 settembre 2001  | 2003            |
| 2  | My Dinner in Hell            | Una cena all'inferno            | 10 settembre 2001 | 2003            |
| 3  | Her Best Friend's Bottom (1) | Capitan Sottotesto              | 17 settembre 2001 | 2003            |
| 4  | The Melty Man Cometh (2)     | La maledizione di Moscio-Man    | 24 settembre 2001 | 2003            |
| 5  | Jane and the Truth Snake     | Jane e il serpente della verità | 1º ottobre 2001   | 2003            |
| 6  | Gotcha                       | Beccato!                        | 8 ottobre 2001    | 2003            |
| 7  | Dressed                      | Il vestito di Jane              | 15 ottobre 2001   | 2003            |
| 8  | Naked                        | Nudi                            | 22 ottobre 2001   | 2003            |
| 9  | The End of the Line          | Ad un capo della linea          | 29 ottobre 2001   | 2003            |